# Ouabaină
Ouabaina (denumită și g-strofantină) este compus toxic obținut din plante care a fost folosit în mod tradițional ca otravă pentru săgeți în estul Africii, atât pentru vânătoare, cât și pentru bătălii. Ouabaina este o glicozidă cardiotonică din clasa cardenolidelor și, în doze mai mici, poate fi utilizat în scopuri medicale pentru a trata hipotensiunea arterială și unele aritmii. Acesta acționează prin inhibarea Na/K-ATPazei, cunoscută și sub numele de pompa de sodiu-potasiu.